# Silkeborg United
Silkeborg United er en dansk fodboldklub hjemmehørende i Silkeborg med godt 65 medlemmer i herreseniorafdelingen. Klubben er medlem af Jydsk Boldspil-Union (JBU) og har igennem hele klubbens historie befundet sig i unionens lokale serier. Uniteds hold afvikler deres hjemmebanekampe på opvisningsbanen ved Langsøskolen, også kaldet Stade de Langsø.

## Klubbens historie
Fodboldklubben stiftedes af en gruppe på fjorten personer, som op til grundlæggelsen regelmæssigt mødtes til fodbold på Vestre Skole i Silkeborg hver mandag. Den 22. august 2002 fik man samlet syv mand og besluttede sig for endeligt at starte en ny fodboldklub under navnet Silkeborg United. Valget på klubbens første formand faldt på Mads Hjorth.
De første to år trænede og spillede man på Nørrevangskolen i Silkeborg, før man fik tildelt et nyt spillested på fodboldbanerne ved Resenbro Skole – til deling sammen med Resenbro UIF. Fodboldbanerne, ejet af kommunen, er her ikke fuldstændig indhegnet. Klubben startede op med et enkelt herrehold, men tilmeldte med start fra 2007-sæsonen to herrehold til JBU's turneringer. Tidligere har klubben også huset et damehold (7-mandshold) i en kortere periode, som imidlertid blev flyttet til Silkeborg KFUM sammen med holdets træner. Dameholdet bestod bl.a. af en tidligere U/17-landholdsspiller og en tidligere spiller i Elitedivisionen og blev etableret på initiativ fra René Munk med flere års erfaring som dametræner.
I årene efter stiftelsen havde man et stabilt medlemstal på godt 30 medlemmer i aldersgruppen 20-35 år, som steg til 40 medlemmer ved etableringen af dameholdet. Klubben havde tidligere til huse i et lokale udstyr m.m. på Nørrevangskolen. Efterfølgende flyttede klubben til Resenbro Skole, hvor man blev tildelt et mindre lokale i kælderen til opbevaring af klubbens materialer.
Fra 2007 til 2014 spillede klubben på Nordre Skole på Nylandsvej i Silkeborg, inden den fik egne lokaler ved Langsøskolen, hvor banens tilstand samtidigt var væsentlig bedre.
Klubben har primært været i serie 5, men har også været en kort tur i serie 4 og et par gange i serie 6. I foråret 2015 var man tæt på at rykke i serie 4, men man tabte den sidste og afgørende kamp. I efteråret 2015 rykkede man op i serie 4, to kampe før tid.

### Klubbens formænd igennem årene
- 2002-2005: Mads Hjorth
- 2006-2015: Rasmus Munch
- 2015- : Jan Frandsen Rosenbæk

### Førsteholdets trænere igennem årene
- 2006: Klubbens første professionelle træner Peter Skov (Blev afskediget før tid pga. manglende resultater)
- 2007-2008: Martin Therkelsen og Rasmus Munch Pedersen
- 2008-2009 Efterår: Kasper Andersen (fysisk træner), Thomas Rasmussen (teknisk træner)og Rasmus Munch (cheftræner)
- 2009-2011 Efterår -: Bo Nikolajsen (Cheftræner)
- 2011-2014 Niklas Bakman
- 2014- Nick Bjørnsholm Panduro

## Klublogo og spilledragt
Klubben spiller i et mørkeblåt sæt på hjemmebane, hvor målmanden er i gul. På udebane spiller klubben i rødt, hvor målmanden er i gråt.
Sponsorer:
Sportigan, Silkeborg
Stark, Silkeborg
Nordea, Silkeborg

## Klubbens resultater

### DBU's Landspokalturnering
Klubben er endnu ikke nået forbi de lokale indledende runder under JBU, der kvalificerer holdet til DBU's Landspokalturnering.
Men i 2005 var Silkeborg Uniteds Serie 6 hold, det ene af to serie 6-hold, som gik videre til 3. runde. Desværre blev det til et nederlag på 6-4 til et andet Silkeborg hold (HA85), som bl.a. havde Uniteds tidligere angrebs es, Jes Hansen på holdet. Han kvitterede med at lave Hattrick mod hans gamle klub.
Dette resulterede i en artikel med billede af klubbens anfører Martin Therkelsen, i det danske fodbold magasin Forza.
Klubben har i flere år ikke deltaget i pokalturneringen, men vil fra 2016 tilmelde sig igen.

### Bedrifter i Serierne
De sportslige resultater for klubbens førstehold i Danmarksturneringen og JBUs lokale serier igennem årene:
| N. | Række                                      | Nr.      | Statistik      | Topscorer | Bem.         |
| 9 | JBU Serie 4, Pulje 15 2007                 | i/t      | i/t            | i/t       | Igangværende |
| 10 | JBU Serie 5,1, Pulje 22 (271) efterår 2006 | 3. plads | 10-4-1-5 25-42 | i/t       | Oprykning    |
| 10 | JBU Serie 5, Pulje ? (98) forår 2006       | 3. plads | 11-5-4-2 29-17 | i/t       |              |
| 11 | JBU Serie 5,2, Pulje ? (348) efterår 2005  | 2. plads | 10-6-3-1 30-7  | i/t       | Oprykning    |
| 11 | JBU Serie 6, Pulje ? (139) forår 2005      | 3. plads | 11-9-0-2 38-16 | i/t       |              |
| 11 | JBU Serie 6,1 Pulje ? (325) efterår 2004   | 4. plads | 10-4-1-5 32-24 | i/t       |              |
| 11 | JBU Serie 6, Pulje ? (154) forår 2004      | 1. plads | 10-9-1-0 44-11 | i/t       | Vinder       |
| 11 | JBU Serie 6, Pulje ? (378) efterår 2003    | 4. plads | 10-3-1-6 35-36 | i/t       |              |
| i/t: Ikke tilgængelig, N.: Rækkens niveau i den pågældende sæson, Nr.: Slutplacering, Bem.: Bemærkning(er) |                                            |          |                |           |              |

Klubben er ved at udvide afdelingen og er altid åben overfor nye medlemmer.

## Fodnoter og referencer
1. 1 2  Puljens nummer i den pågældende serie er konverteret overtil det nye nummereringssystem, som nu anvendes af alle lokalunionerne under DBU med undtagelse af KBU. Puljenummeret ifølge JBUs tidligere nummeringssystem er nævnt i parentes.
2. ↑  Silkeborg United Dansk fodboldhistorie, hentet den 7. oktober 2007.

## Ekstern kilde/henvisning
- Silkeborg United's officielle hjemmeside Arkiveret 30. august 2007 hos  Wayback Machine

| Fodbold | Spire Denne artikel om en dansk fodboldklub er en spire som bør udbygges. Du er velkommen til at hjælpe Wikipedia ved at udvide den. |